# Lars Lunde
Pour les articles homonymes, voir Lunde.
Lars Lunde est un footballeur danois né le 21 mars 1964 à Nyborg. Il évoluait au poste d'attaquant.

## Biographie

### En club
Lars Lunde commence sa carrière au B 1909 Odense en 1982,,,.
De 1983 à 1984, il est joueur du Brøndby IF,.
En 1984, il rejoint la Suisse et le BSC Young Boys,.
Avec les Young Boys, il est sacré Champion de Suisse en 1986,.
Cette même saison, il se met en évidence en inscrivant un total de 20 buts en championnat. Le 23 mars 1986, il est l'auteur d'un triplé sur la pelouse du FC Aarau, permettant à son équipe de l'emporter sur le score sans appel de 0-4. Il marque également quatre doublés cette saison là.
En 1986, Lars Lunde est transféré au Bayern Munich,.
Lors de la campagne de Coupe des clubs champions en 1986-1987, il joue 5 matchs dont la finale perdue 1-2 contre le FC Porto. Cette même saison, il est champion d'Allemagne en 1987,.
De 1987 à 1989, Lunde est prêté au FC Aarau,. Le 20 mars 1988, il se met en évidence en inscrivant un triplé en championnat lors de la réception du FC Lausanne Sports (victoire 3-1).
En 1989, il est transféré au Zug 94. Il ne reste qu'une saison à Zug avant de rejoindre le FC Baden en 1990,.
Après une dernière saison 1990-1991 au FC Baden, il raccroche les crampons,.
Lunde joue au total 30 matchs en première division allemande pour trois buts marqués, et 67 matchs en première division suisse pour 34 buts marqués. Au sein des compétitions européennes, il dispute dix matchs de Coupe des clubs champions, pour aucun but marqué.

### En sélection
International danois, il reçoit trois sélections pour aucun but marqué en équipe de Danemark entre 1983 et 1987,.
Il joue son premier match en équipe nationale le 5 octobre 1983, contre la Pologne, dans le cadre des qualifications pour les Jeux olympiques 1984 (défaite 0-1 à Aarhus).
Il joue son deuxième match en équipe nationale le 10 septembre 1986, contre l'Allemagne de l'Est en amical (victoire 1-0 à Leipzig).
Son dernier match a lieu le 29 avril 1987 dans le cadre des qualifications pour l'Euro 1988 contre la Finlande (victoire 1-0 à Helsinki).

## Palmarès
| Young Boys - Championnat de Suisse (1) : - Champion : 1985-86. |  | Bayern Munich - Coupe des clubs champions : - Finaliste : 1986-87. - Championnat d'Allemagne de l'Ouest (1) : - Champion : 1986-87. |